# Целль-ам-Циллер
Целль-ам-Циллер (нем. Zell am Ziller) — ярмарочная коммуна (нем. Marktgemeinde) в Австрии, в федеральной земле Тироль.
Входит в состав округа Швац. Площадь коммуны составляет 2,44 км², население — 1657 человек (1 января 2021), плотность населения — 705 чел./км².
Железнодорожная станция Циллертальской железной дороги.

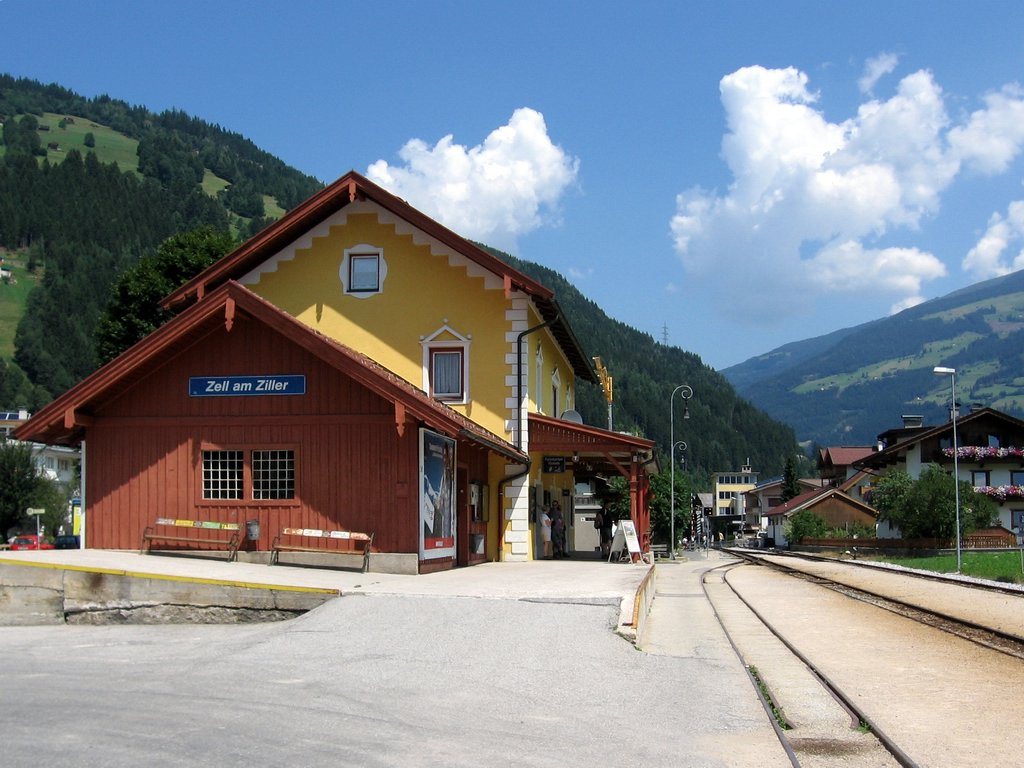

## Экономика
Популярный горнолыжный курорт «Циллерталь Арена» (многочисленные канатные дороги, тобоган и др.). Экономическая активность в посёлке в основном связана с обслуживанием туристов. Помимо этого, работает пивоваренный завод.

## Население
| Год  | Численность |
| ---- | ----------- |
| 1869 | 845         |
| 1889 | 810         |
| 1890 | 661         |
| 1900 | 750         |
| 1910 | 969         |
| 1923 | 981         |
| 1934 | 1088        |
| 1939 | 1153        |
| 1951 | 1465        |
| 1961 | 1510        |
| 1971 | 1882        |
| 1981 | 1865        |
| 1991 | 1802        |
| 2001 | 1884        |
| 2011 | 1739        |
| 2021 | 1657        |

## Политическая ситуация
Бургомистр коммуны — Вальтер Амор по результатам выборов 2004 года.